# اچی، ناگانو
اچی، ناگانو (به لاتین: Achi, Nagano) یک سکونتگاه مسکونی در ناحیه شیموینا، ناگانو ژاپن است که در استان ناگانو واقع شده است.

## تاریخچه
۱۵۷۳ (سال چهارم گنکی) - گفته می‌شود که تاکدا شینگن در این روستا در مکانی به نام کومبا (駒場) در راه بازگشت از تهاجم به ولایت میکاوا/ عملیات سیجو درگذشت.

## خصوصیات
اچی ۶٬۸۷۳ نفر جمعیت دارد.